# Hermann Eduard Anton
Hermann Eduard Anton (* 17. Dezember 1794 in Görlitz; † 17. März 1872 in Halle an der Saale) war ein deutscher Malakologe und Conchylien-Sammler, Buchhändler, Verleger und Kommunalpolitiker.
Anton war der Sohn eines Buchhändlers in Görlitz und ging in Halle an der Saale in die Buchhändlerlehre. Er gründete in Halle eine eigene Buchhandlung und einen Verlag und 1822 verlegte er auch die väterliche Buchhandlung aus Görlitz hierher und vereinigte sie mit seinem Geschäft. In seinem Verlag veröffentlichte er zu Philosophie, Pädagogik, Geschichte, Philologie und Naturwissenschaften.
Er war vor allem als Conchyliensammler bekannt und der gedruckte Katalog seiner Sammlung galt im 19. Jahrhundert als Standardwerk für Sammler. Das Datum der Veröffentlichung ist für seine Erstbeschreibungen von Bedeutung und wird entgegen dem Eintrag 1839 im Katalog in der neueren Literatur auf 1838 gesetzt. Im Katalog finden sich auch fossile Arten.
Zu seinen Erstbeschreibungen zählt Clanculus miniatus, Monoplex wiegmanni, Vexillum cancellarioides, Vexillum semicostatum, Oxystele variegata, Turbinella levigata, Turridrupa cerithina, Asolene pulchella, Euchelus pullatus und Oxystele Tigrina sowie die Familie Siliquariidae.

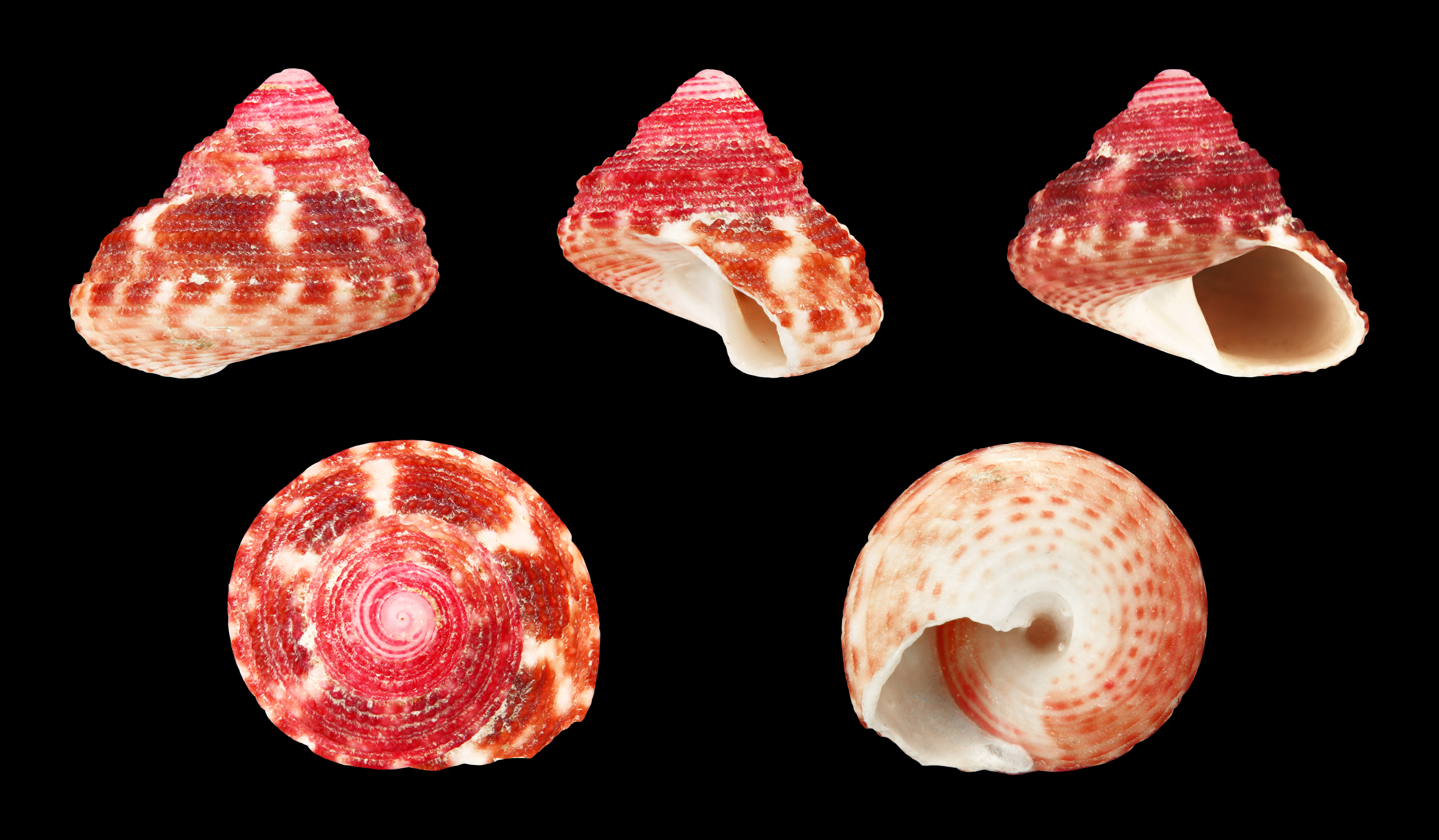
Clanculus miniatus, Anton 1838

Er war Stadtverordneter in Halle. 1822 heiratete er in Halle Johanna Augusta Hebenstreit, Enkelin des Leipziger Medizinprofessors Ernst Hebenstreit.
Seine Sammlung befindet sich teilweise im Museum für Tierkunde Dresden.

## Schriften
- Verzeichnis der Conchylien, welche sich in der Sammlung von Hermann Eduard Anton befinden. Anton, Halle 1839 (Digitalisat).